# Martti Nieminen
Martin Aleksander Nieminen, detto Martti (Salo, 3 novembre 1891 – Helsinki, 29 marzo 1941), è stato un lottatore finlandese, specializzato nella lotta greco-romana.

## Palmarès

### Olimpiadi
- Bronzo a Anversa 1920 nei pesi massimi.